# Isoperla nigricauda
Isoperla nigricauda és una espècie d'insecte plecòpter pertanyent a la família dels perlòdids.

## Descripció
- El mascle fa 6,5 mm de longitud corporal, 10,5 a les ales anteriors i 9,3 a les posteriors.[1]

## Distribució geogràfica
Es troba a Àsia: Mongòlia.